# Первухин, Константин Сергеевич
Константи́н Серге́евич Перву́хин (5 февраля 1885, Бабье, Тверская губерния — 19 января 1968, Калинин) — русский живописец-пейзажист. Член Союза художников СССР с 1938 года.

## Биография
Выходец из старинного рода духовенства Тверской епархии, представители которого получили дворянство. Его дед — Григорий Петрович Первухин (1822—1899) был кафедральным протоиереем Твери и за заслуги удостоился награждения несколькими орденами (в 1877 году признан в потомственном дворянстве и вместе с семьей внесен в родословную книгу Тверской губернии). Его отец — Сергей Григорьевич Первухин (1861—1918) служил священником в Вышневолоцком уезде, а позднее — в Твери (также получил сан протоиерея).
В 1909 году окончил Тверскую духовную семинарию. В 1915—1923 годах (с перерывами) учился на медицинском факультете Саратовского университета. В 1921—1944 годах работал в органах санитарного просвещения в Твери (Калинине).
В 1932—1935 годах брал уроки у художника Николая Борисова. Первухин — один из организаторов и первый председатель Товарищества «Калининский художник» (1932). С 1924 года принимал участие в художественных выставках в Твери (Калинине).
В 1941 году Первухин был эвакуирован в Пермскую область. Там он создал серию акварелей «Урал». После освобождения Калинина от немецко-нацистских захватчиков художник вернулся в родной город. Перемены, произошедшие в Калинине за время оккупации, поразили Первухина. Страшные впечатления от города, превратившегося в руины, отразились в серии этюдов «Затверецкая набережная после войны», «После немцев», «Разрушенная фабрика», «Волынская улица» и др. В 1944—1945 годах Первухин был председателем правления Калининского областного Союза художников.
Персональные выставки в Калинине состоялись в 1950, 1965, 1975, 1985 годах (последние две — посмертно). С 16 декабря 2005 года по 10 января 2006 года в Тверской картинной галерее экспонировалась выставка «Константин Первухин. Страницы эвакуации».
Первухин — автор двух книг: «Этюды на природе» (1959) и «Краса природы русской» (1963).
В Тверской областной картинной галерее хранятся картины Первухина «Весенние сумерки» (1945), «Тихая заводь» (1948), цикл этюдов «Пушкинские места Калининской области» (1949 и 1951—1952).
Жил в Калинине на Затверецкой набережной, 116 (дом сохранился).
Умер 19 января 1968 года в Калинине, похоронен на Николо-Малицком кладбище.